# Henry Grünbaum
Henry Grünbaum (født 27. juli 1911 i København, død 5. januar 2006) var socialdemokratisk politiker og minister flere gange. Han fik tilnavnet "Ærlige Henry" for sin ligefremme stil og sin offentlige modstand mod sit partis officielle politik ved flere lejligheder.

## Levnedsløb
Henry Grünbaum var bror til Isi Grünbaum. Deres forældre var indvandrede polske jøder, der i hjemlandet havde været stærkt engagerede i fagbevægelse og socialdemokratisk arbejde. Henry blev oprindelig uddannet som gravør i 1929. Han var aktivt medlem af Danmarks Socialdemokratiske Ungdom (DSU), talsmand for Københavns lærlinge og medstifter af og formand (1931-1933) for organisationen Faglig Ungdom.
Han tog studentereksamen i 1936. Derefter begyndte han at studere økonomi på Københavns Universitet. I sin studietid var han 1938-1940 sekretær i Arbejderbevægelsens Erhvervsråd, hvor han traf en anden socialdemokratisk polit-studerende: Jens Otto Krag. 1940-1943 og 1945-1948 var han ansat som økonomisk medarbejder i De samvirkende Fagforbund (DsF) - det nuværende LO.
I 1943 måtte han flygte til Stockholm med sin kone Lea og deres på det tidspunkt tre børn. Her arbejdede han i Landsorganisationen i Sverige i Stockholm og var medlem af Modstandsbevægelsens kontaktudvalg i Stockholm (1944-1945), der bl.a. sendte oplysninger og våben til frihedskæmperne i Danmark.
Han blev cand.polit. i 1949 og var derefter i perioden 1949-56 økonomisk-politisk medarbejder på dagbladet Social-Demokraten. Fra 1956 til 1964 var han leder af Dansk Arbejdsmands- og Specialarbejderforbunds økonomiske kontor og redaktør af forbundets blad 1962-64.

## Politiker
I 1964 blev han udnævnt som økonomiminister i Regeringen Jens Otto Krag II. Året efter blev han finansminister, en post, han fortsatte med indtil regeringens afgang i 1968. Han var tillige minister for nordiske anliggender fra 8. oktober 1964 til 15. juli 1965. Hans væsentligste politiske værk var indførelsen af kildeskatten, som han var den egentlige skaber af, men som lidt ironisk blev realiseret af VKR-regeringen mellem Grünbaums ministerperioder.

Han blev finansminister igen i Regeringen Jens Otto Krag III i 1972-73 og i Anker Jørgensens første regering, men overraskende og til sin egen skuffelse ikke minister igen, da Anker Jørgensen på ny dannede regering i 1975.
Han var flere gange derefter på kant med partiledelsen, hvis økonomiske politik han kritiserede. Således stemte han i 1980 imod Socialdemokratiets forslag til økonomiske stramninger.
I 1966 blev han medlem af Folketinget, valgt i Århus Nordre Kreds, og vedblev med dette til 1981, hvor han som 70-årig valgte at forlade Folketinget.
Henry Grünbaum var statsrevisor 1976-82.
Som formand for LO's udvalg om økonomisk demokrati (ØD) var han hovedforfatter til LO's rapport om emnet i 1971, der blev den første fyldige redegørelse for problemstillingerne forbundet hermed.
I sit otium kastede han sig over violinspillet, som han havde mestret siden ungdommen. Senere udskiftede han dog violinen med bratschen.
Han og hustruen Lea fik 4 børn, bl.a. forfatteren Ole Grünbaum.
I Politikens nekrolog, da Grünbaum døde i 2006 som 94-årig, stod: "Grünbaum placerede sig ideologisk som en enspænder i den praktiske politik. Han meldte oprigtigt ud, helt uden hang til det mere raffinerede, taktiske spil om magten. Hans fremmeste egenskaber var flid, pertentlighed og stædighed. Og det er især det sidste, Grünbaum huskes for." I nekrologen på dr.dk blev han kaldt "et af arbejderbevægelsens ideologiske fyrtårne".
Han er begravet på Sundby Kirkegård.